# Amarak
Los Amarak, también escrito Ngamarak, y ahora más comúnmente conocidos como Amurdak, son un pueblo aborigen australiano de la Península de Cobourg, en el Territorio del Norte.

## Idioma
El idioma de los Amarak, el Amurdag, se encuentra prácticamente extinto, siendo su último hablante conocido Charlie Mungulda. Esta lengua también fue conocida como Wardadjbak, y pertenece a la familia de lenguas iwaidjanas. Contaba con dos dialectos, el Urrik y el Didjurra.

## Territorio
Las tierras tradicionales de los Amarak se extendían sobre unos 2.300 kilómetros cuadrados (900  millas cuadradas) por la costa oriental del Golfo de Van Diemen. Su frontera norte se situaba más allá de Murgenella Creek y en las inmediaciones de Cooper Creek, mientras que su frontera sur se encontraba próxima al río East Alligator.

## Mitología
De acuerdo con la extendida historia de la creación del "tiempo del sueño" de la Península de Cobourg, los Amarak (Umoriu) descendían de la gigante Imberombera, quien dejó varios niños en un lugar cercano a Cooper Creek conocido como Mamul. Uno de los niños fue llamado Kominuuru, y, al partir, Imberombera les dijo que hablaran Amurdag y les dio un bulbo comestible llamado murarowa.

## Otras denominaciones
- Amarag, Amuruk, Amurag, Amurrak
- Ngamurak,Ngamurag, Nga:mu:rak
- Umoriu
- Monobar. (?)[5]

- A'moordiyu
- Amardak
- Amurdag
- Amurtak
- Amuruk
- Mamurug
- Namurug
- Umoreo
- Umorrdak
- Wardadjbak
- Woraidbug
- Wureidbug[2]

### Citas
1. ↑  Tindale, 1974, p. 141.
2. 1 2  Amurdak, 2018.
3. ↑  Schmid, 2007.
4. ↑  Dixon, 2002, p. xlii.
5. 1 2  Tindale, 1974, p. 220.
6. ↑  Spencer, 1914, p. 277.